# Nudo
Nudo (cyr. Нудо) – wieś w Czarnogórze, w gminie Nikšić. W 2011 roku liczyła 199 mieszkańców.